# Hypocnemis rondoni
A Hypocnemis rondoni a madarak osztályának verébalakúak (Passeriformes) rendjébe és a hangyászmadárfélék (Thamnophilidae) családjába tartozó faj.

## Rendszerezése
A fajt Bret M. Whitney, Morton L. Isler, Gustavo A. Bravo, Natalia Aristizábal, Fabio Schunck, Luís Fábio Silveira, Vítor de Queiroz Piacentini, Mario Cohn-Haft és Marco Rêgo írták le 2013-ban.

## Előfordulása
Dél-Amerikában, Brazília területén honos. A természetes élőhelye a szubtrópusi vagy trópusi síkvidéki esőerdők. Állandó, nem vonuló faj.

## Megjelenése
Testhossza 11,3 centiméter, a testtömege 12,5 gramm.

## Természetvédelmi helyzete
Az elterjedési területe nem nagy, egyedszáma viszont stabil. A Természetvédelmi Világszövetség Vörös listáján nem fenyegetett fajként szerepel.

## Külső hivatkozások
- Képek az interneten a fajról
- Xeno-canto.org - a faj hangja és elterjedési területe